# Centre Salif Keita
El Jeunesse Sportive Centre Salif Keita, conocido como CSK, es un equipo de fútbol de Bamako, Malí, que juega en la Primera División de Malí, la liga de fútbol más importante del país.

## Historia
Fue fundado en el año 1993 por el legendario futbolista de Malí Salif Keïta como un centro de entrenamiento para futbolistas jóvenes del país. Nunca ha sido campeón de Primera División ni campeón de Copa, aunque si ha sido finalista del Torneo de Copa en 2010.
A nivel internacional ha aparecido en 2 torneos continentales, donde nunca ha podido pasar de la Primera Ronda.

## Palmarés
- Copa de Malí: 0
  - Finalista: 1

2010

## Participación en competiciones de la CAF
| Temporada | Torneo                       | Ronda      | Club            | Casa | Visita | Global  |
| --------- | ---------------------------- | ---------- | --------------- | ---- | ------ | ------- |
| 1999      | Copa CAF                     | 1          | ES Sahel        | 0-2  | 0-3    | 0-5     |
| 2011      | Copa Confederación de la CAF | Preliminar | Difaa El Jadida | 2-2  | 1-1    | 3-3 (a) |

## Jugadores

### Jugadores destacados
| - Cheick Diabaté - Mamadou Diallo - Mahamadou Diarra - Mintou Doucoure | - Koly Kanté - Ismaël Keïta - Seydou Keita - Fousseyni Tangara |